# Isoko Hatano
 (mars 2012).
Si vous disposez d'ouvrages ou d'articles de référence ou si vous connaissez des sites web de qualité traitant du thème abordé ici, merci de compléter l'article en donnant les références utiles à sa vérifiabilité et en les liant à la section « Notes et références ».
Isoko Hatano, née le 26 décembre 1905 à Tokyo (Japon) et morte le 15 septembre 1978, est une psychologue japonaise spécialisée dans l'enfance. 
En 1927, elle est diplômée du Département de littérature anglaise de l'Université des femmes du Japon  et devient professeur d'anglais au Women's College of Economics (Tokyo). En 1936, elle est diplômée du Département de psychologie de l'Université de littérature de Tokyo  
Chercheuse et professeur, elle est connue pour la correspondance qu'elle tint avec son fils Ichirō qui fréquentait le lycée de Tokyo durant le 2e guerre mondiale. La première parution en français date de1959 
Mère de quatre enfants, elle vivait à Suwa.

## Ouvrages
- 1959, L'Enfant d'Hiroshima[1],[2], avec Ichirô Hatano, éditions du Temps, Paris